# Жирар, Самюэль (шорт-трекист)
Самюэль Жирар (фр. Samuel Girard; род. 26 июня 1996 года) — канадский шорт-трекист, олимпийский чемпион 2018 года на дистанции 1000 метров, призёр чемпионатов мира 2016 и 2017 года по шорт-треку.

## Спортивная карьера
Самюэль Жирар начал кататься на коньках в возрасте 4-х лет в клубе "de Patinage de Vitesse La Baie" в Ла-Бе, в районе Сагенея, а в 2012 году переехал из своего родного города Ферланд-и-Буало Квебек с населением 600 человек в Монреаль. Он присоединился к программе национальной команды в 18 лет.
В 2014 году он участвовал на юниорском чемпионате мира в Эрзуруме, где сразу же завоевал серебряную медаль в беге на 500 м и в общем зачёте занял 4-е место. В том же году дебютировал на Кубке мира в Солт-Лейк-Сити и занял там 5-е место в беге на 1500 м. Через год Жирар дебютировал на чемпионате мира в Москве, где занял 19-е место в общем зачёте многоборья и в ноябре выиграл первую золотую медаль в беге на 500 м на Кубке мира в Торонто.
Жирар участвовал в чемпионате мира в Сеуле 2016 года, где завоевал серебро на 1000 метров, опередив соотечественника Шарля Амлена, и серебро в эстафете в составе команды Канады. По этим результатам он был назван канадскими СМИ восходящей звездой в соревнованиях по шорт-треку.
```
 -В ответ на то, что меня его назвали следующим 
Амленом
, Жирар сказал, что «я не второй Шарль Амлен. Я буду Сэмюэлем Жираром, и это будет моя карьера.»
```

В следующем сезоне на Кубке мира Жирар ещё лучше выступил, сначала выиграл золотые медали на дистанции 500 м на этапе в Калгари и на 1500 м в Солт-Лейк-Сити, а в марте на чемпионате мира в Роттердаме он завоевал серебряную медаль на 1500 метров и общем зачёте многоборья стал третьим. Сезон 2017/18 годов Жирар начал с трёх побед на Кубке мира: две в эстафете и одна в беге на 500 м и серебряной и бронзовой медалью в беге на 1000 м.
В феврале 2018 года он выступил на зимних Олимпийских играх 2018 года. На дистанции 1000 метров, Жирар был в полуфинале вместе с одноклубником Шарлем Амленом. Первоначально не смог квалифицироваться в финал, но обзор жесткой борьбы на дистанции в полуфинале определил, что Амлен не по правилам повлиял на прохождение старта, и был дисквалифицирован. Жирар был делегирован в финал. Катаясь в финале, Жирар был позади всех почти всю дистанцию от начала до конца. Его стратегия оказалась мудрой, когда венгерский фигурист Шандор Лю Шаолинь снёс обоих корейских фигуристов. Это расчистило путь для Жирара, чтобы выиграть золото с результатом 1:24,650 сек. Первый канадский конькобежец, победивший на Олимпийских играх на дистанции 1000 метров в шорт-треке. Он также занял 4-е место на дистанциях 500 и 1500 метров.
После игр в марте 2018 года на чемпионате мира в Монреале вместе с командой завоевал серебряную медаль в эстафете, а в общем зачете занял 10-е место. В свой последний сезон 2018/19 годов Жирар выиграл ещё три золотых награды: две в эстафете и одну на дистанции 500 м. Финальную точку он поставил в марте на чемпионате мира в Софии, выиграв там ещё одну серебряную медаль в беге на 1500 м.
В мае 2019 года Жирар объявил об уходе из спорта вместе со своей подругой Касандрой Брадетт, которая также отдала восемь лет сборной.
```
-Я покидаю свой спорт удовлетворенным тем, чего достиг", - сказал Жирар в заявлении канадского конькобежного клуба. 
-"Это решение было очень хорошо продумано. Я смирился с сделанным выбором и готов перейти к следующему шагу ".
```

## Награды
- 2014 год - назван восходящей звездой конькобежного спорта Канады
- 2017, 2018 года - назван лучшим спортсменом года в Канаде по шорт-треку среди мужчин

## Личная жизнь
Самюэль Жирар женат на канадской шорт-трекистке Касандре Брадетт, вместе с которой завершили карьеру в мае 2019 года. С сентября 2019 года он начал работать дома. 8 апреля 2021 года у них родился сын, которого назвали Ромен.